# 11/30/93 - Las Vegas, Nevada
11/30/93 - Las Vegas, Nevada è il primo "bootleg ufficiale" pubblicato dall'archivio dei Pearl Jam e reso disponibile tramite il sito web della band.

## Riassunto
Il bootleg documenta lo show tenuto dalla band a Las Vegas il 30 novembre 1993, durante il Vs. Tour, ma contiene anche del materiale che fu poi incluso nel terzo album della band, Vitalogy, come la prima della canzone Tremor Christ. Il bootleg documenta il secondo dei due show tenuti al Aladdin Theatre for the Performing Arts. Il secondo bis contiene due canzoni dei Green River, nella quale furono ospitati Mark Arm e Steve Turner, ex-membri della band prima citata, ora entrambi nei Mudhoney; anche Jeff Ament e Stone Gossard militarono nei Green River. Il bootleg non include la versione di My Way, eseguita con un sosia di Elvis Presley, Terry Presley, precedentemente pubblicata su un singolo di Natale della band; sullo stesso EP, è presente anche Swallow My Pride.

## Tracklist
1. Even Flow – 5:02 (Eddie Vedder, Stone Gossard)
2. Once – 3:17 (Eddie Vedder, Stone Gossard)
3. Deep – 4:23 (Eddie Vedder, Stone Gossard, Jeff Ament)
4. Jeremy – 6:27 (Eddie Vedder, Jeff Ament)
5. Dissident – 3:35 (Dave Abbruzzese, Jeff Ament, Stone Gossard, Mike McCready, Eddie Vedder)
6. Daughter – 5:26 (Dave Abbruzzese, Jeff Ament, Stone Gossard, Mike McCready, Eddie Vedder)
7. Go – 3:01 (Dave Abbruzzese, Jeff Ament, Stone Gossard, Mike McCready, Eddie Vedder)
8. Animal – 2:49 (Dave Abbruzzese, Jeff Ament, Stone Gossard, Mike McCready, Eddie Vedder)
9. State of Love and Trust – 3:39 (Eddie Vedder, Mike McCready, Jeff Ament)
10. Tremor Christ – 3:56 (Dave Abbruzzese, Jeff Ament, Stone Gossard, Mike McCready, Eddie Vedder)
11. Black – 5:36 (Eddie Vedder, Stone Gossard)
12. Blood – 2:38 (Dave Abbruzzese, Jeff Ament, Stone Gossard, Mike McCready, Eddie Vedder)
13. Alive – 5:16 (Eddie Vedder, Stone Gossard)
14. Rearviewmirror – 5:02 (Dave Abbruzzese, Jeff Ament, Stone Gossard, Mike McCready, Eddie Vedder)
15. Whipping – 2:39 (Dave Abbruzzese, Jeff Ament, Stone Gossard, Mike McCready, Eddie Vedder)
16. Leash – 3:09 (Dave Abbruzzese, Jeff Ament, Stone Gossard, Mike McCready, Eddie Vedder)
17. Porch – 6:55 (Eddie Vedder)
18. Swallow My Pride (con Mark Arm e Steve Turner dei Mudhoney e Chuck Treece) – 3:55 (Mark Arm, Steve Turner)
19. Ain't Nothin' To Do (con Mark Arm e Steve Turner dei Mudhoney e Chuck Treece) – 4:11 (Stiv Bators, Cheetah Chrome)

## Formazione
- Jeff Ament - basso
- Stone Gossard - chitarra ritmica
- Mike McCready - chitarra solista
- Dave Abbruzzese - batteria
- Eddie Vedder - voce, chitarra